# Juan Victorino Martínez de Tineo
Juan Victorino Martínez de Tineo y Torres o Juan Victoriano Martínez del Tineo (Denia, España, 28 de febrero de 1720 - Salta, Gobernación del Tucumán, Virreinato del Perú, 11 de diciembre de 1785) fue un militar español que llegó al grado de coronel de infantería de los reales ejércitos en 1752. Además se desempeñó como gobernador de Chiloé (1743-1748), gobernador del Tucumán (1749-1754) y como presidente de la Real Audiencia de Charcas (1767-1769). En 1771 llegó al grado de brigadier.

## Biografía
Nacido en Denia (provincia de Alicante), Juan Victorino Martínez de Tineo fue hijo legítimo de Diego Martínez de Tineo, capitán de Granaderos del Regimiento de Castilla. Sirvió durante más de veinticuatro años en Europa como cadete, teniente de Granaderos y capitán en los presidios de Ceuta y de Melilla. Participó en el sitio y rendición de Mirandola, en campañas de Lombardía y en la Guerra de Sucesión, desde donde se le destinó como capitán de infantería del segundo batallón del Regimiento de Portugal. Pasó a América a bordo de la escuadra del almirante Pizarro.
Fue gobernador y comandante general de Chiloé, del 1 de abril de 1743 al 15 de diciembre de 1748. En 1743, envió once piraguas y ciento sesenta hombres desde Chacao para recuperar la artillería de la fragata inglesa hundida Wager, perteneciente a la escuadra del almirante inglés Lord Anson. Para ello comisionó al alférez Mateo Abraham Evrard, quien logró recuperar catorce cañones de bronce, ciento trece balas de cañón y más de mil balas de fusil, amén de otros despojos. Además le ordenó la construcción de fortificaciones en varios puntos, que no fueron de larga duración.
También se preocupó preferentemente de la formación de las milicias y del mejoramiento de los fuertes de Calbuco, Castro, Maullín y Chacao, al que le agregó una batería más e hizo construir un polvorín subterráneo. Habilitó los caminos de la isla Grande y en el continente, mediante un trato con los cuncos, hizo expedito el acceso terrestre a Valdivia.
Fue promovido como capitán general y gobernador de la provincia del Tucumán desde el 15 de diciembre de 1748, efectivo en 2 de junio de 1749, hasta el 16 de noviembre de 1754. Desde 1735 las invasiones de las tribus del Chaco se repitieron con fatídica frecuencia, pero el coronel Martínez de Tineo logró controlarlas, mediante la fundación de reducciones y presidios.
En 1750 efectuó varias entradas al Chaco, logrando el sometimiento de las tribus locales, así como el restablecimiento de colonos en tierras que habían sido abandonadas por los frecuentes ataques. Renunció a su cargo después de una sublevación civil.
Pasó a desempeñarse como presidente de la Real Audiencia de Charcas, entre 1767 y 1769, debiendo encargarse de la expulsión de los jesuitas como comisionado real entre el 17 y el 29 de agosto de 1767. Terminó su carrera militar con el grado de brigadier y falleció en la ciudad de Salta en 1785.

## Gobierno del Tucumán (1749-1754)
Fue nombrado como gobernador por el rey Fernando VI el  1 de mayo de 1747. Al ser militar y contar con experiencia, fue considerado como el hombre idóneo para conducir las riendas de una provincia que seguía hostigada por los aborígenes. Como gobernador, impulsó la conquista de partes del Gran Chaco, reforzó los fortínes de la frontera, y propició el empedrado de calles en Salta, Santiago del Estero y Córdoba.
En 1750 efectuó una entrada en la selva chaqueña, donde levantó una barrera de doce fuertes para defender a su gobernación de las invasiones portuguesas. Entre ellos el pueblo de abipones “La Purísima Concepción”, cerca de Salta. Además de fundar nuevos, repobló otros que ya existían.
Fundó reducciones y atendió a los indígenas. Con la ayuda de misioneros jesuitas y franciscanos redujo a mataguayos, malbalaés, chunipíes, isistines, toquistines, lules y tobas. Esas reducciones más tarde se transformaron en pueblos como Dolores, San Esteban de Miraflores, San Juan Bautista y San Ignacio de Ledesma.
El gobernador realizó sus operaciones con milicias catamarqueñas y tucumanas. Debió sofocar una sublevación en Catamarca, pues los habitantes de esa provincia se negaban a defender las fronteras de otras provincias, como las de Santiago del Estero y Salta. En 1752 la tropa catamarqueña estaba lista para partir cuando estalló la rebelión. Los soldados se amotinaron por ese motivo y se dispersaron. Los promotores de esa rebelión fueron unos sacerdotes y vecinos catamarqueños de fortuna, con influencia en su provincia. Como no le fue fácil manejar esa sublevación civil, el gobernador Martínez de Tineo renunció a su cargo argumentando problemas de salud por las frecuentes salidas y luchas. Fue ascendido a coronel, en mérito a su buen desempeño.
Recibió en encomienda el Valle de Lerma, que fue heredado por mitades por sus dos hijas, dando así gran impulso económico y político a sus nietos Solá y Saravia.